# CC霜

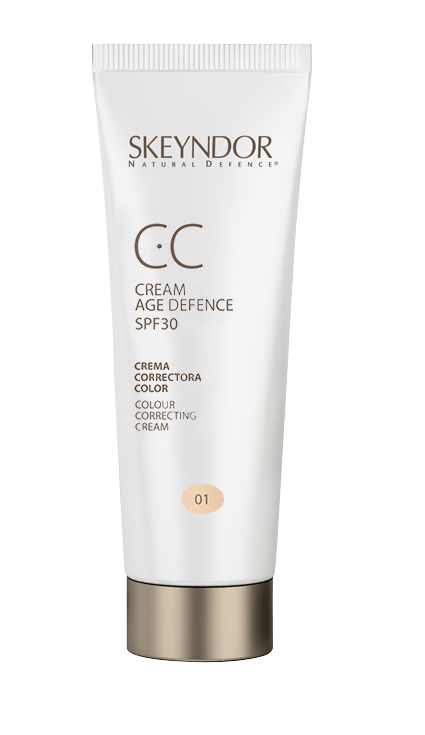
CC Cream 抗衰老產品

CC霜是一个市场营销术语，出现在同为营销术语的BB霜之后。一些品牌的CC霜指色彩控制霜（英語：Color Control cream）或颜色修正霜（英語：Color Correcting cream），也有些品牌的CC霜号称可以缓解皮肤发红或发黄的问题，改善不均匀的肤色。BB霜和CC霜的成分都没有严谨的定义，二者也没有可量化的区别，各个品牌之间的BB霜和CC霜差异较大。
不同品牌的遮瑕度差異很大，但與BB霜相比，遮瑕度往往不是差異最大的。大部分人都將CC霜拿來當妝前底霜，而不是粉底。2010年，第一瓶有色润肤霜出现在市场中，商品名为CC霜，属于新加坡品牌Rachel K。2016年之后，绝大多数化妆品公司均开始销售BB霜和CC霜，尚不存在市场领导者。